# Daniel Berini
Daniel Berini (* 1979 in Münsterlingen) ist ein schweizerisch-italienischer Schauspieler und Musicaldarsteller.

## Leben
Berini wuchs am Schweizer Ufer des Bodensees in Kesswil, Uttwil und Güttingen auf. Er war im Sommer 2004 während seines Studiums Mitglied des Ensembles der Bregenzer Festspiele in dem Stück West Side Story. Im Rahmen dieser Festspiele wirkte er außerdem in einer konzertanten Aufführung von Wonderful Town mit.
Im Sommer 2005 stand er in Amstetten für die Aufführung von Jesus Christ Superstar auf der Bühne. Das Musical wurde von Kim Duddy inszeniert und choreografiert.
Von 2003 bis 2007 studierte Berini im Studiengang Musical an der Bayerischen Theaterakademie August Everding und der Hochschule für Musik und Theater in München. In der Essener Version des  ABBA Musicals  Mamma Mia!, übernahm er 2007 die Rolle von Sky und im Le Théâtre Kriens-Luzern stand er in der Titelrolle von Jesus Christ Superstar des britischen Komponisten Andrew Lloyd Webber auf der Bühne.
2008 nahm er an der Castingshow Ich Tarzan, Du Jane! teil, schied jedoch nach mehreren überstandenen Qualifikationsrunden nach der ersten Liveshow aus. Im selben Jahr hatte er einen kleinen Auftritt in dem Film Im Winter ein Jahr von Caroline Link an der Seite von Karoline Herfurth. Am Theater St. Gallen übernahm er 2009 in der Uraufführung des Musicals Der Graf von Monte Christo von Frank Wildhorn die Rolle des Albert Mondego. Von 2009 bis 2010 folgte ein Engagement im Musical Dome Köln, wo er in der Deutschen Erstaufführung des Musicals Hairspray die Rolle des Link Larkin spielte.

## Engagements

### Theater / Musical
- 2005: Jesus Christ Superstar (Musical Sommer Amstetten) James the younger/Ensemble
- 2006: Heidi – Das Musical (Seebühne Walenstadt) als Bernhard Spyri
- 2007–2008: Mamma Mia! (Colosseum Theater, Essen) als Sky
- 2008: Jesus Christ Superstar Le Théâtre Kriens-Luzern als Jesus
- 2009–2010: Hairspray (Musicaldome, Köln) als Link Larkin
- 2009–2010: Der Graf von Monte Christo (St. Gallen) als Albert Mondego